# 董雅娟
董雅娟（1964年—），山东文登人，汉族，中华人民共和国政治人物、第十二届全国人民代表大会山东地区代表。
毕业于日本山口大学联合兽医学专业。2013年，担任全国人大代表。